# ディナール (フランス)

Dinard

ディナール （フランス語:Dinard）は、フランス、ブルターニュ地域圏、イル＝エ＝ヴィレーヌ県のコミューン。

## 地理
西のコート＝ダルモール県と近く、ランス川を挟んでサン・マロと対峙する。
チャンネル諸島から高速船で約一時間、サン・マロ空港からは15分の距離である。

## 歴史

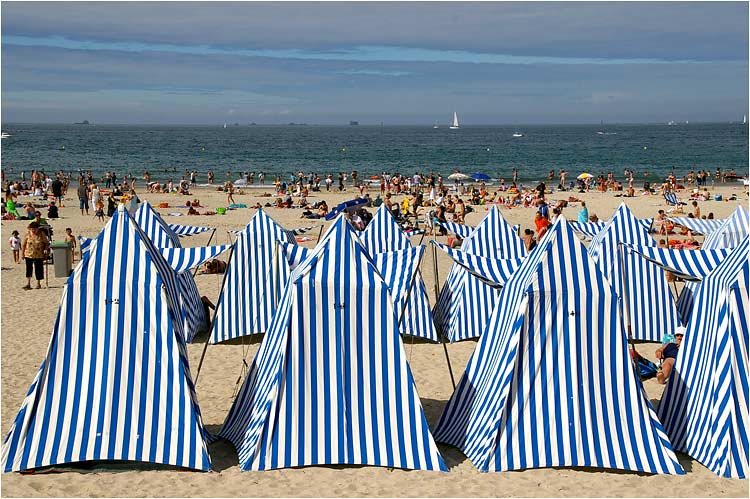
エクリューズ海水浴場

フランス革命以前、ディナールは2つの村からなっていた。サンテノガ村（Saint-Énogat）はディナールの中心となっており、よくある漁村であった。恐怖政治が終わってからの時点で、村の人々はフランス革命による変化を歓迎していた。主要な革命党は1795年からルイ16世処刑の周年際を祝し、王室やアナーキズムに憎悪をむき出しにしていた。
元々、ディナールはサンテノガの教区の1つであった。その後19世紀後半、イギリス人たちが休暇をすごすようになって、海岸沿いに豪華な別荘を建設するようになった。ディナールは、上流社会がコート・ダジュールに向かった1930年代まで繁栄の時代を迎えた。今日のディナールは疑いもなく、407の別荘を持つフランス国内で最もイギリス化された海岸保養地である。
コミューンの名称は1879年までサンテノガで、その後ディナール＝サンテノガ（Dinard-Saint-Énogat）であった。1921年に再び改名され、ディナールとなった。
1990年から毎年イギリス映画祭が開催されている。これは上記の理由による。

## 人口統計
| 1962年 | 1968年 | 1975年 | 1982年 | 1990年 | 1999年 | 2006年 | 2011年 |
| ------ | ------ | ------ | ------ | ------ | ------ | ------ | ------ |
| 9270   | 9052   | 9234   | 9590   | 9918   | 10430  | 10644  | 10230  |

参照元:1999年までEHESS、2000年以降INSEE

## 姉妹都市
- ニューキー、イギリス
- シュタルンベルク、ドイツ

## 関係者
出身者
居住その他ゆかりある人物
- トマス・エドワード・ロレンス（アラビアのロレンス） - 青少年期にディナールに滞在した。